# Samuel
Samuel je biblijski lik, prorok i posljednji sudac u Izraelu po kojemu su Prva i Druga knjiga o Samuelu dobile naziv. On je, prema židovskoj predaji, zajedno s Natanom i Gadom autor tih dviju biblijskih knjiga, a njegova je povijest opisana u Prvoj knjizi. Samo ime "Samuel" prema pučkoj predaji znači "izmoljen od Boga", no vjerojatnije je da dolazi od hebrejskog "Šemuel", što znači "njegovo je ime El".

## Podrijetlo i djetinjstvo
Samuel je podrijetlom iz Rame, iz Benjaminovog plemena, sin Elkane i Ane iz Rame. Njegov je otac Elkana imao dvije žene, Anu i Peninu. Ana je bila nerotkinja i zbog toga vrlo nesretna. Jednog dana, otišla je u svetište u Šilo zavjetovati se Gospodinu da joj podari sina, a on bi zauzvrat bio posvećen službi u svetištu. Prema Starom zavjetu, Gospodin je uslišao njezinu molitvu, pa je novorođenče Samuela posvetila Bogu. Samuel je postao službenik u svetištu u Šilu, pod nadzorom svećenika Elija. Prema Prvoj knjigi o Samuelu, jedne noći Bog mu se objavio i od tada je Samuel rastao u mudrosti pred Bogom i narodom.

## Samuel kao sudac u Izraelu
Nakon Elijeve smrti, Samuel je priznat kao sudac u Izraelu, a obnašao je i svećeničku službu prinoseći žrtve i navješćujući Božju volju narodu. Kad je Samuel ostario, Izraelci su htjeli da im postavi kralja. Nakon što je oklijevao to učiniti, prema Prvoj knjigi o Samuelu po Božjoj naredbi pomazao je Šaula za kralja nad Izraelom. Tim činom odrekao se pred narodom položaja suca i vlasti, a zadržao ulogu duhovnog savjetnika.
Samuel je bio pristaša antimonarhističke struje u Izraelu, zbog toga što je strahovao da će Izraelci, ako budu imali kralja koji će nad njima vladati, zaboraviti da je njihov jedini Kralj i Gospodar Bog koji ih je sam izabrao i izbavio iz ropstva. Njegovu srdžbu i proricanje kraja Šaulova kraljevanja potaknulo je Šaulovo prinošenje žrtve Bogu vlastitim rukama. Nakon bitke s Amalečanima, Šaul je poštedio dio plijena što je uvelike potaklo Božju srdžbu, a Samuel mu je pritom poručio da ga je Bog odbacio i da nije više s njime.
Bog naređuje Samuelu da pomaže novoga kralja koji će vladati Izraelom. Samuel ga je potražio među Jišajevim sinovima u Betlehemu i pomazao je Davida za kralja. Davidovo pomazanje bilo je posljednji veliki Samuelov zahvat kojim je izvršio Božju volju, koja je imala neposredno velik utjecaj na političku situaciju izraelskog naroda. Ispunivši tako i svoju posljednju zadaću on umire, a njegov ga je narod oplakao i pokopao u njegovom zavičaju u Rami.

## Samuelovo značenje
Samuel je, prema biblijskom izvještaju, bio veliki prorok koji je vrlo vješto vodio izraelski narod u trenucima njegove povijesti, kad je već imao svojega kralja. On je uspješno posredovao u političkom životu svoje zemlje, iako je u svom srcu bio veliki antimonarhist. Iz biblijskih podataka o njemu saznaje se mnogo bitnog što se tiče proročkog pokreta u Izraelu.
U to vrijeme za proroka se upotrebljavala riječ "vidjelac" (hebr. ro'eh), a ne "prorok" (hebr. nabi'). Vidjelac je obdaren izvanrednim Božjim darovima – karizmama. Njegova je karizma javna, dana za narod. Prorok je Božji predstavnik. U ono vrijeme on vrši i liturgijske funkcije, a bez njega se ne započinje žrtva. On je rodoljub i trpi za svoj narod. Komunicira s Bogom i njegove riječi prenosi narodu te zbog toga uživa velik ugled. Njegova služba kao posrednika između Boga i ljudi nije bila ograničena na samo jedan trenutak, na jedan zahvat, kao što je to bio slučaj s nekim prorocima sucima. On trajno i odlučno zahvaća u život svojeg naroda, bori se na njegovoj strani te dijeli narodu savjete u Božje ime. U njemu je još uvijek na neki način bila združena i sudačka i proročka i svećenička vlast. Nakon njega te su službe jasno podijeljene.
Samuel je bio Božji izabranik – sudac, prorok i svećenik preko kojega je Bog upućivao svoje riječi izraelskom narodu i preko kojega ih je vodio. Prema Bibliji, on je primjer čovjeka koji je cijeli svoj život ostao vjeran i poslušan Božjoj riječi.